# トレイ・ヤング
レイフォード・トレイ・ヤング（Rayford Trae Young, 1998年9月19日 - ）は、アメリカ合衆国・テキサス州ラボック出身のプロバスケットボール選手。NBAのアトランタ・ホークスに所属している。ポジションはポイントガード。

## 経歴

### 高校時代
オクラホマ州のノーマンノース高校に進学。
彼は、1年生の時にはプレイせず、2年目からプレーをして、その年の成績は平均25得点、5アシスト、4リバウンドという上々の成績を残した。そして3年時には平均42.6得点、4.1アシスト、5.8リバウンドという成績を残し、2017年のESPNの高校生PGランキングで2位につけた。

### 大学時代
ヤングはオクラホマ大学に進学。シーズン平均は27.4得点、8.7アシストを記録し、得点王とアシスト王を同時受賞するなど個人としては素晴らしい成績を残す。チーム自体はNCAAトーナメントに参加するも、初戦敗退。その後ヤングはNBAドラフトにアーリーエントリーした。

### アトランタ・ホークス
2018年のNBAドラフトにて1巡目全体5位でダラス・マーベリックスから指名され、その後に将来の1巡目指名権と共に同ドラフト全体3位指名のルカ・ドンチッチとのトレードでアトランタ・ホークスへ放出され、7月1日にホークスとのルーキー契約に合意した。
2018-19シーズン、2019年3月1日のシカゴ・ブルズ戦で自身初の40得点以上となる49得点を記録した。このシーズン、ヤングは81試合に平均30.9分の出場で19.1得点、3.7リバウンド、8.1アシスト（4位）などを記録し、NBAオールルーキーファーストチームに選出された（新人王はルカ・ドンチッチ）。

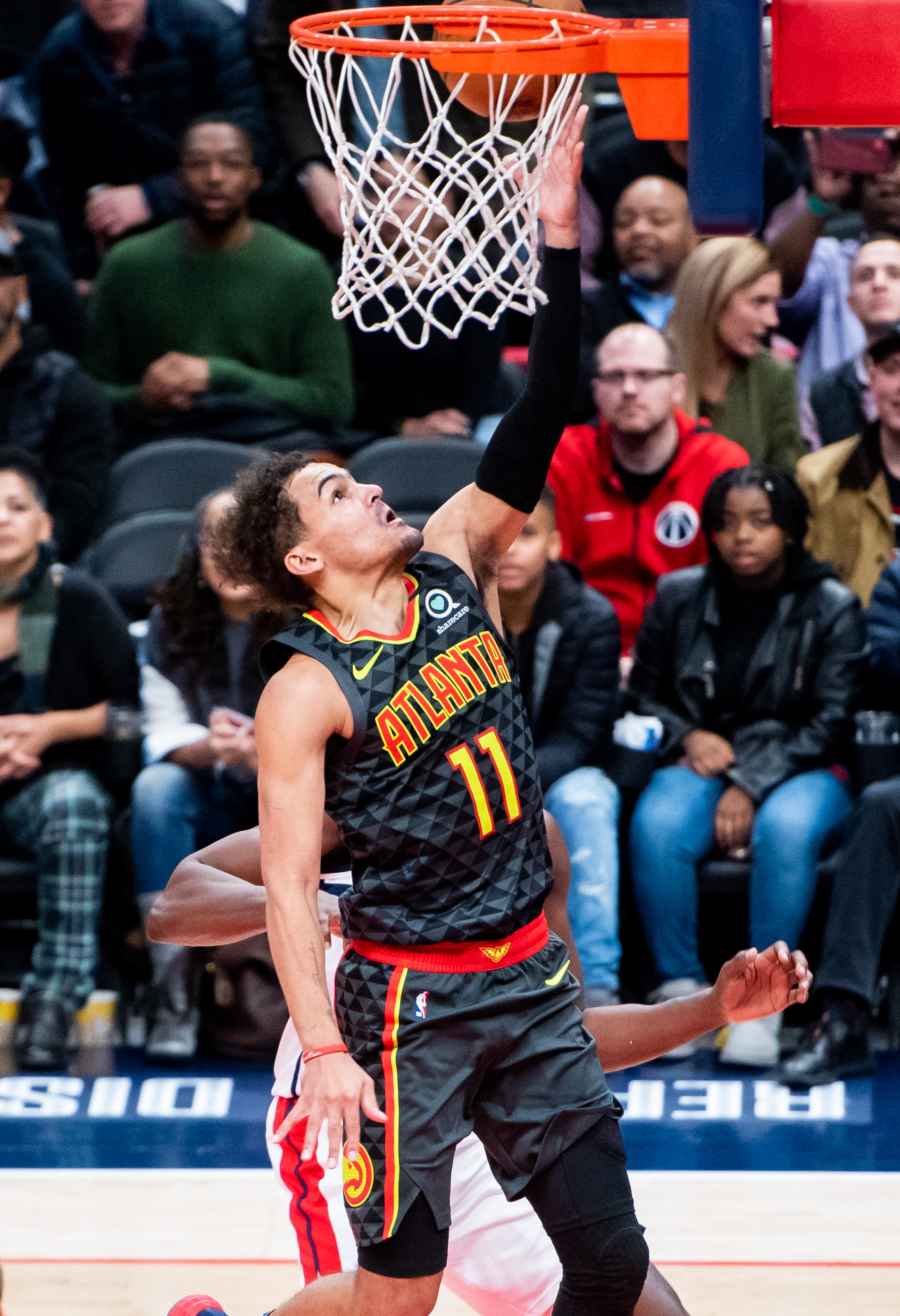
2020年のヤング

2019-20シーズン、2019年に2度の右足首捻挫で数試合を欠場した。2020年2月20日のマイアミ・ヒート戦で自身初の50得点を記録した。このシーズンは60試合に平均35.3分の出場で、29.6得点（4位）、4.3リバウンド、9.3アシスト（2位）を記録した。自身初となるNBAオールスターにも選出され、先発出場した。
2020-21シーズン、2021年4月21日のニューヨーク・ニックス戦で左足首捻挫により、その後の4試合を欠場した。このシーズンは63試合に平均33.7分の出場で、25.3得点（14位）、3.9リバウンド、9.4アシスト（2位）などを記録した。初めてのプレーオフでは平均28.8得点、2.8リバウンド、9.5アシストなどの活躍でカンファレンスファイナルへの進出に大きく貢献した。ミルウォーキー・バックスとの初戦では48得点の大活躍で勝利に導いたが、第3戦でレフェリーの足に乗っかってしまい、右足首骨挫傷によりその後の2試合を欠場し、2勝4敗で敗退した。
2021-22シーズン、2022年1月3日のポートランド・トレイルブレイザーズ戦でキャリアハイとなる56得点を含む4リバウンド、14アシストを記録したが、チームは131-136で惜敗した。また、11月22日のオクラホマシティ・サンダー戦から1月7日のロサンゼルス・レイカーズ戦にかけて、ヤングは17試合連続で25得点以上を記録しており、ドミニク・ウィルキンスが保持するフランチャイズ記録に並んだ。このシーズン、ヤングは自身2度目となるオールスターに選出された。
2023-24シーズン、2024年1月15日のサンアントニオ・スパーズ戦で、レギュラーシーズン通算10000得点を達成した。
2024-25シーズン、10月23日のブルックリン・ネッツ戦で30得点、5リバウンド、12アシストを記録し、チームは120-116で辛勝した。2日後のシャーロット・ホーネッツ戦では38得点、8リバウンド、10アシスト、4スティールを記録し、チームは125-120で勝利した。なお、シーズン最初の2試合で30得点・5リバウンド・10アシスト以上を記録したのは、オスカー・ロバートソンに次いでNBA史上2人目であった。11月27日のクリーブランド・キャバリアーズ戦でキャリアハイとなる22アシストを含む20得点、4リバウンドを記録し、チームは135-124で勝利した。12月6日のロサンゼルス・レイカーズ戦で決勝点となる3ポイントシュートを含む31得点（内3ポイントシュート5本）、20アシストを記録し、1試合で30得点・20アシスト・5本の3ポイントシュートを記録したNBA史上初の選手となり、チームは延長戦の末に134-132で辛勝した。なお、30得点・20アシスト以上のダブル・ダブルを記録したのは、NBA史上11人目であった。
2025年1月7日のユタ・ジャズ戦で決勝ブザービーターとなるハーフコートショットを含む24得点、20アシストを記録し、チームは124-121で辛勝した。同月14日のフェニックス・サンズ戦でシーズンハイとなる43得点を記録し、チームは122-117で勝利した。
このシーズンは76試合に出場し、平均24.2得点、3.1リバウンド、11.6アシストなどを記録し、自身初のアシスト王となった。

## プレースタイル
切れ味のいいドライブと正確なドリブル、そして針の穴を通す様なパスが持ち味で、スティーブ・ナッシュやステフィン・カリーと比較されている。オクラホマ大学時代ではかなり遠くから放つ3ポイントシュートが特徴的であり、始めは不調だったが、3ポイントも徐々に適応し、タフショットをかなり打っているにも関わらずひと月に40%台を誇るなど完全に持ち直している。
大学時代から得点力が高く、また爆発力のある選手であり、NBAではルーキーシーズンから20得点以上を何度も記録する選手であるが、ムラが激しい選手であるため、今後は安定性が課題である。得点力に秀でている一方で守備はかなり苦手であり、相手に狙われることも多い。そのため早急な改善が望まれている。

## エピソード
2020年7月28日、ザムストとのスポンサー契約が発表された。

## 個人成績

### NBA

#### レギュラーシーズン
| シーズン     | チーム       | GP  | GS  | MPG  | FG%  | 3P%  | FT%  | RPG | APG   | SPG | BPG | PPG  |
| ------------ | ------------ | --- | --- | ---- | ---- | ---- | ---- | --- | ----- | --- | --- | ---- |
| 2018–19      | ATL          | 81  | 81  | 30.9 | .418 | .324 | .829 | 3.7 | 8.1   | .9  | .2  | 19.1 |
| 2019–20      | ATL          | 60  | 60  | 35.3 | .437 | .361 | .860 | 4.3 | 9.3   | 1.1 | .1  | 29.6 |
| 2020–21      | ATL          | 63  | 63  | 33.7 | .438 | .343 | .886 | 3.9 | 9.4   | .8  | .2  | 25.3 |
| 2021–22      | ATL          | 76  | 76  | 34.9 | .460 | .382 | .904 | 3.7 | 9.7   | .9  | .1  | 28.4 |
| 2022–23      | ATL          | 73  | 73  | 34.8 | .429 | .335 | .886 | 3.0 | 10.2  | 1.1 | .1  | 26.2 |
| 2023–24      | ATL          | 54  | 54  | 36.0 | .430 | .373 | .855 | 2.8 | 10.8  | 1.3 | .2  | 25.7 |
| 2024–25      | ATL          | 76  | 76  | 36.0 | .411 | .340 | .875 | 3.1 | 11.6* | 1.2 | .2  | 24.2 |
| 通算         | 通算         | 483 | 483 | 34.4 | .433 | .352 | .873 | 3.5 | 9.8   | 1.0 | .2  | 25.3 |
| オールスター | オールスター | 4   | 2   | 15.1 | .382 | .273 | ---  | 2.5 | 8.5   | .5  | .0  | 8.0  |

#### プレーオフ
| シーズン | チーム | GP | GS | MPG  | FG%  | 3P%  | FT%  | RPG | APG  | SPG | BPG | PPG  |
| -------- | ------ | -- | -- | ---- | ---- | ---- | ---- | --- | ---- | --- | --- | ---- |
| 2021     | ATL    | 16 | 16 | 37.7 | .418 | .313 | .866 | 2.8 | 9.5  | 1.3 | .0  | 28.8 |
| 2022     | ATL    | 5  | 5  | 37.2 | .319 | .184 | .788 | 5.0 | 6.0  | .6  | .0  | 15.4 |
| 2023     | ATL    | 6  | 6  | 38.3 | .403 | .333 | .860 | 3.7 | 10.2 | 1.7 | .7  | 29.2 |
| 通算     | 通算   | 27 | 27 | 37.7 | .402 | .297 | .852 | 3.4 | 9.0  | 1.2 | .1  | 26.4 |

### カレッジ
| シーズン | チーム     | GP | GS | MPG  | FG%  | 3P%  | FT%  | RPG | APG  | SPG | BPG | PPG   |
| -------- | ---------- | -- | -- | ---- | ---- | ---- | ---- | --- | ---- | --- | --- | ----- |
| 2017–18  | オクラホマ | 32 | 32 | 35.4 | .423 | .361 | .861 | 3.9 | 8.7* | 1.7 | .3  | 27.4* |